# Felipe Abás Aranda
Felipe Abás Aranda (ur. 30 kwietnia 1777 w Calaceite, zm. 1813 w Madrycie) – hiszpański malarz, uczeń Francisca Goi. 
W 1793 wstąpił do nowo powstałej Królewskiej Akademii Sztuk Pięknych św. Łukasza w Saragossie, której później został członkiem (1805). W 1797 zdobył I nagrodę za kopię obrazu Michała Anioła Samarytanin. W 1798 przeniósł się do Madrytu, aby dalej kształcić się Królewskiej Akademii Sztuk Pięknych św. Ferdynanda pod kierunkiem Francisca Goi. Brał udział w pracach nad obrazem Alegoria Madrytu Goi, wprowadzając zlecone przez mistrza zmiany. Został mianowany oficjalnym malarzem urzędu miasta Madrytu, ale zmarł krótko potem mając 36 lat.